# Trichomoplata
Trichomoplata is een geslacht van vlinders van de familie tandvlinders (Notodontidae).

## Soorten
- T. cassiope Schaus, 1892
- T. dimorpha Rothschild, 1917
- T. vittata Wing, 1849